# 요시다 모토히로
요시다 모토히로(일본어: 吉田 宗弘, 1974년 8월 25일 ~ )는 일본의 전 축구 선수이다.

## 구단 경력
과거 가시와 레이솔, 감바 오사카, 세레소 오사카, 아비스파 후쿠오카, FC 마치다 젤비아에서 활동하였다.